# Остров Луиджи
Остров Луиджи — остров архипелага Земля Франца-Иосифа, Приморский район Архангельской области России. Входит в группу островов Зичи.
Сложен скалистыми породами. Почти полностью покрыт ледниками, свободны ото льда лишь скалы и маленький участок рядом с мысом Петигакс у бухты Бурке на севере острова. Озёра и реки отсутствуют.
Высшая точка — 468 метров. Расположена около центра острова на вершине ледникового купола. Высшая точка земли — 295 метров. Находится на прибрежной скале у бухты Бурке на севере острова.
Назван в честь итальянского путешественника принца Луиджи Амедео.
Ближайшие острова — Остров Солсбери и Чамп.

## География

### Мысы острова
По часовой стрелке от крайнего западного:
- мыс Армитидж[1]
- мыс Петигакс
- мыс Николаева
- мыс Фенуайс
- мыс Савойя, крайняя восточная точка острова
- мыс Чельдсена
- мыс Рихтховена

## Прилегающая акватория
Остров омывается Баренцевым морем.

### Бухты и заливы
- Бухта Бурке — расположена на севере острова (названа в честь советского исследователя Артура Карловича Бурке, 1891—1942[2]);
- Залив Твиди — находится на юго-западе острова

### Проливы
- пролив Брауна — отделяет остров на северо-востоке от острова Солсбери
- пролив Кука — отделяет на юго-востоке от острова Чамп
- пролив Маркама — отделяет на юго-западе от острова Нансена
- Британский Канал — отделяет на западе от Земли Георга

## Топографические карты
- Лист карты U-40-XXV,XXVI,XXVII остров Солсбери. Масштаб: 1 : 200 000. Издание 1965 г.